# あずま勇輝
あずま 勇輝（あずま ゆうき）は、日本の女性漫画家。東京都出身。レイアップ所属。雑誌連載作品での主な代表作は、SDガンダムフルカラー劇場。
また、レイアップが運営しているcharapal（キャラパル）内で、4コマ漫画「でこねこ」を執筆している。以前は、クマクーの前期の4コマも執筆していた。
キレイなお姉さんを描くのが大好き。愛犬家。

## 作品
あずま勇輝名義
- SDガンダムシャドー忍伝（未単行本化）
- SDガンダムフルカラー劇場

キャラパル内での執筆
- クマクー（ボククマクー）
- でこねこ